# Ping'an
För andra betydelser, se Ping'an (olika betydelser).
Ping'an är ett härad som lyder under Haidongs stad på prefekturnivå i Qinghai-provinsen i västra Kina. Det ligger omkring 33 kilometer sydost om provinshuvudstaden Xining och tillhör den etnografiska tibetanska regionen Amdo.
I området är den tibetanska byn Taktser belägen, där Tenzin Gyatso, den fjortonde Dalai Lama, föddes.